# هلیون انرژی
هلیون انرژی (انگلیسی: Helion Energy) شرکت مهندسی آمریکایی است، که در سال ۲۰۱۳ تأسیس شد.